# 蔡庸

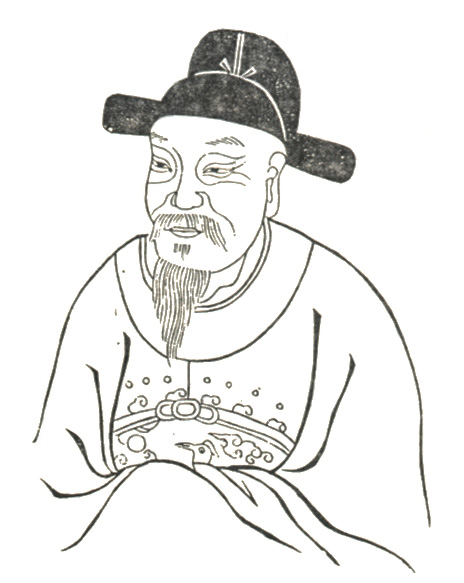
《江苏澄江蔡氏宗谱》载《叔常公像》

蔡庸，字叔常，建州建阳（今属福建）人，明初官員。

## 生平
蔡庸為永乐二年（1404年）甲申科第三甲进士。历官湖广永州零陵县知县，升永州府同知。